# Waddesdon

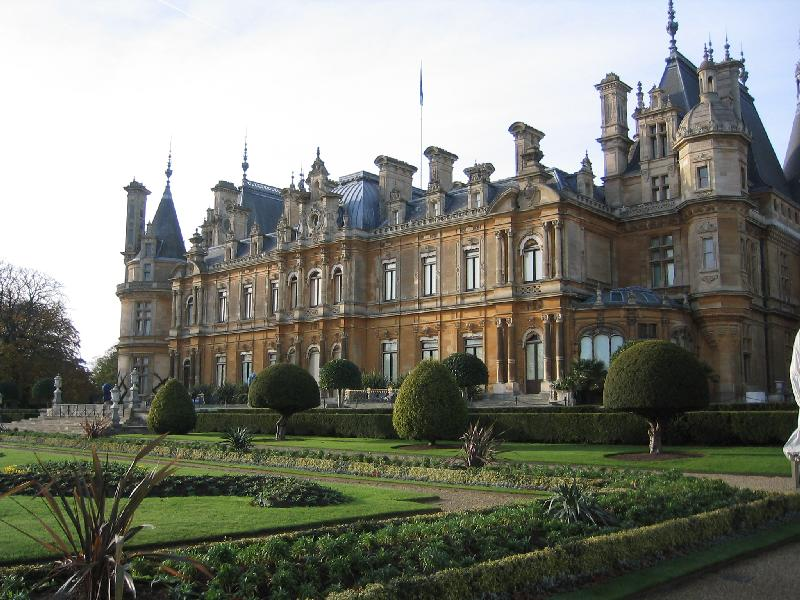
Waddesdon Manor

Waddesdon és un poble del districte d'Aylesbury Vale a la regió de Buckinghamshire, a Anglaterra. És a 6 milles d'Aylesbury, i s'hi accedeix per l'A41. Antigament fou un assentament agricultor de molins, de punta i de seda. És el centre d'una parròquia (civil parish) que inclou els llogarrets de Eythrope, Wormstone i Woodham. L'església de Sant Miquel i Tots els Àngels data del 1190, amb addicions medievals i victorianes. El 2001, la població de la parròquia (parish) era de 2.000 persones. La mansió de Waddesdon Manor, construïda pel baró Ferdinand de Rothschild, és actualment part del National Trust for Places of Historic Interest or Natural Beauty.